# 絹の台

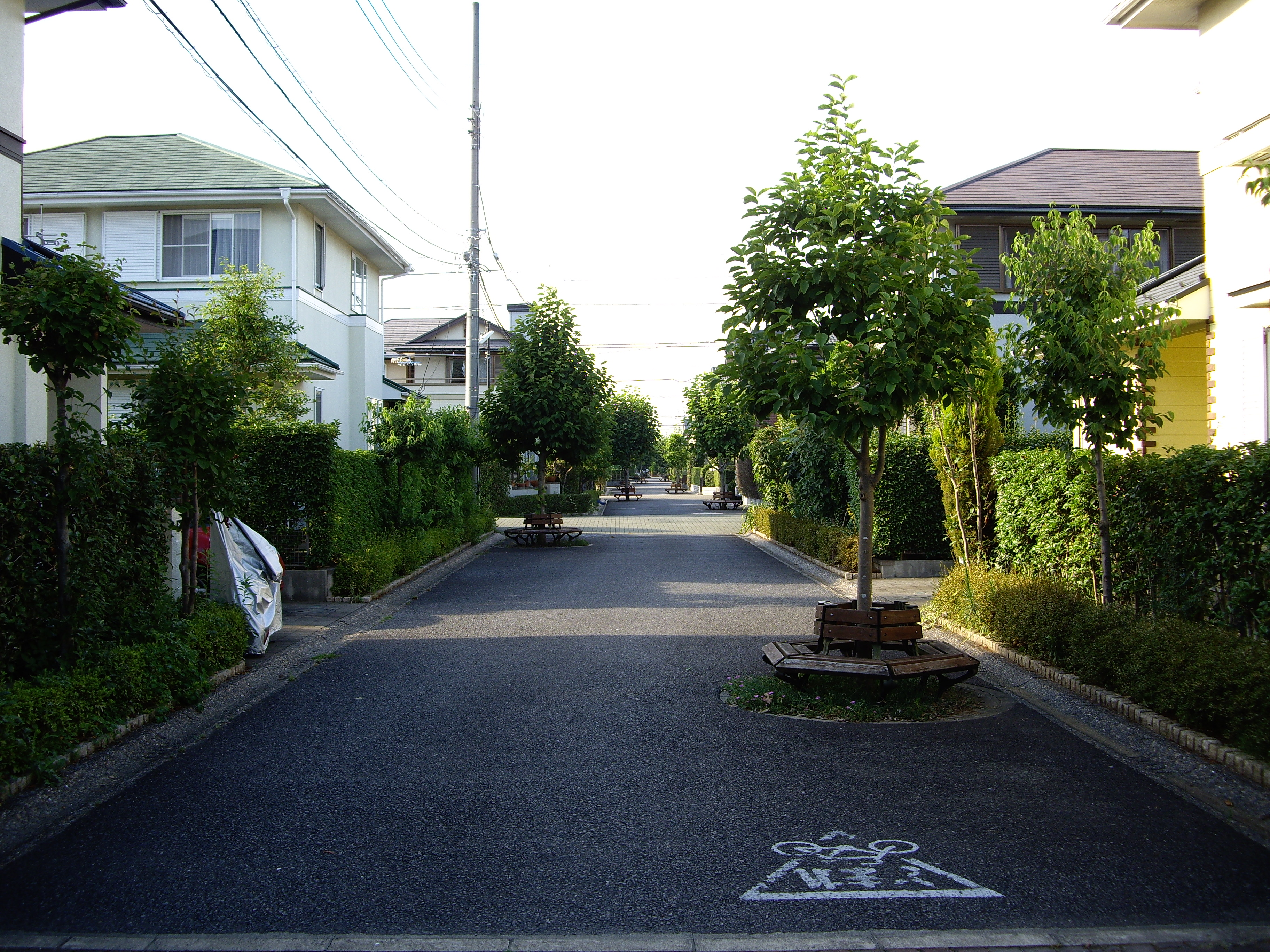
絹の台六丁目

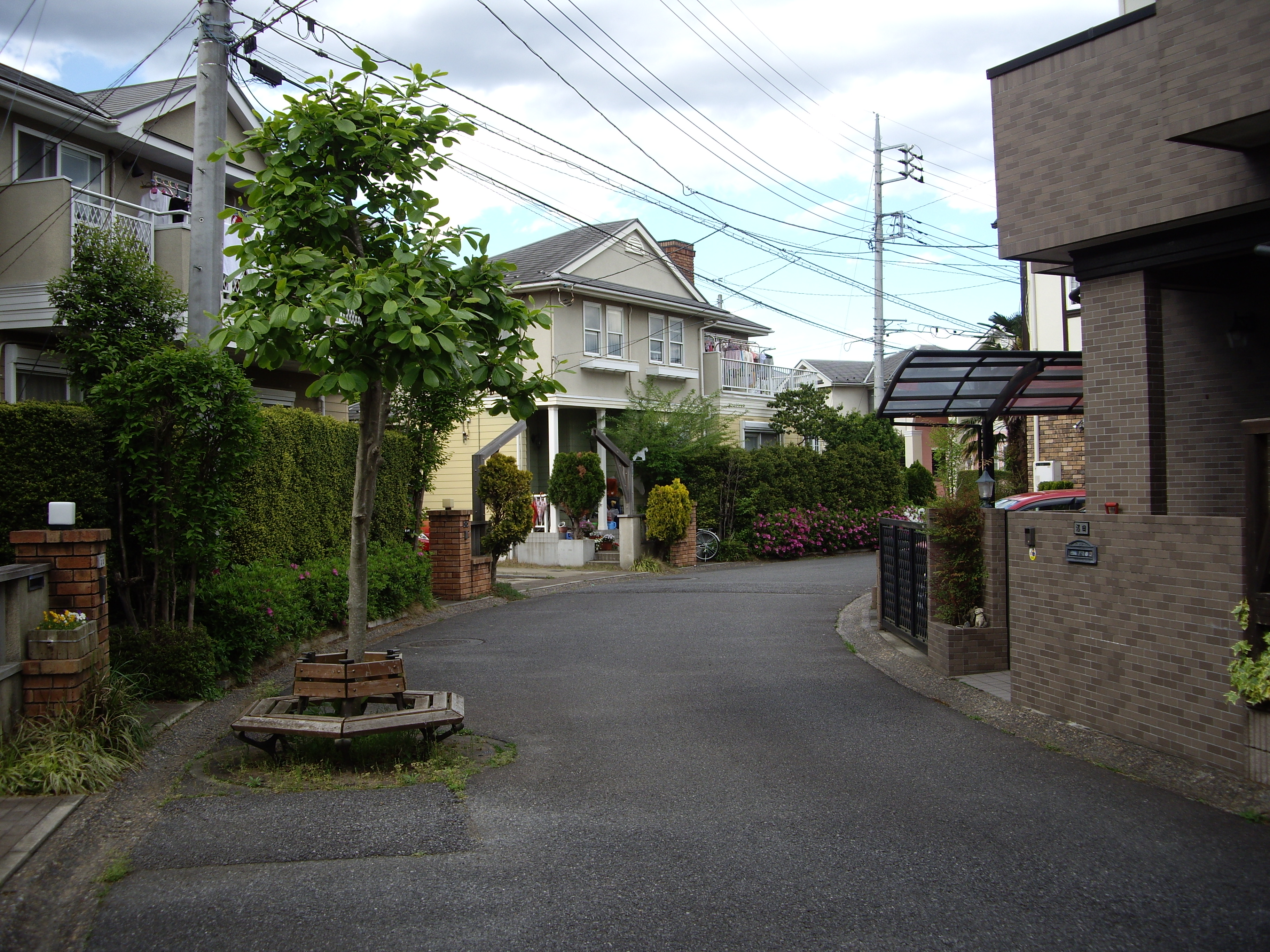
やすらぎの小路

絹の台（きぬのだい）は、茨城県つくばみらい市の地名。一丁目から七丁目まである。小絹土地区画整理事業により1989年（平成元年）7月30日に小絹、筒戸の各一部より新設された。郵便番号は300-2436。
　

## 地理
つくばみらい市西部に位置し、全域が常総ニュータウン絹の台地区である。総面積85haで、車道区間と歩行者専用道路区間の入り交じるやすらぎの小路をはじめ、街路樹やカーブを用いて車の進入速度を抑えたり、統一感のある落ちついた街並を形成し、常総ニュータウンを代表する住宅街となっている。また、一丁目に市立小絹中学校、三丁目に桜の名所である絹の台桜公園・絹の台駐在所がある。常総ニュータウン北守谷地区とはせせらぎの小路を挟んで繋がっている。
東は筒戸、西は守谷市松前台、南は守谷市久保ケ丘、北は小絹と接している。また、鬼怒川を挟んだ対岸に常総ニュータウンきぬの里地区がある。

### 地価
住宅地の地価は、2017年（平成29年）1月1日の公示地価によれば、絹の台6丁目3番10の地点で7万8700円/m2となっている。つくばみらい市内で最も地価が高い。

## 歴史
かつては小絹、筒戸の各一部で、森林や畑が広がる地域であった。昭和末期になると常総ニュータウンの一地区として、小絹土地区画整理事業（計画人口7,400人）が行われ、1989年（平成元年）7月30日の街開きと共に｢絹の台｣として独立。全域が住宅街として人口が増え、1994年（平成6年）4月1日には地域内に小絹中学校が開校している。

### 地名の由来
従前の地名である「小絹」、地域の西を流れる「鬼怒川」、そして「絹の道」にちなんで「絹の台」とした。

### 沿革
- 1978年（昭和53年） 筑波郡谷和原村小絹の原山地区78haを新たに市街化区域に編入。隣接する市街化区域12haと合わせて、後に絹の台一丁目-七丁目となる部分の全域が市街化区域となる[5]。
- 1989年（平成元年）7月30日 筑波郡谷和原村大字小絹・筒戸の各一部より谷和原村絹の台一丁目-七丁目を新設。
- 1994年（平成6年）4月1日 絹の台一丁目に小絹中学校が開校。
- 2002年（平成14年）6月 絹の台二丁目の一部（小絹駅周辺）が自転車等放置整理区域に指定される。
- 2006年（平成18年）3月27日 筑波郡伊奈町と合併・市制施行し、つくばみらい市絹の台一丁目-七丁目となる。

### 町名の変遷
| 実施後       | 実施年月日    | 実施前（各大字ともその一部） |
| ------------ | ------------- | ---------------------------- |
| 絹の台一丁目 | 1989年7月30日 | 小絹                         |
| 絹の台二丁目 | 1989年7月30日 | 小絹、筒戸                   |
| 絹の台三丁目 | 1989年7月30日 | 小絹、筒戸                   |
| 絹の台四丁目 | 1989年7月30日 | 筒戸                         |
| 絹の台五丁目 | 1989年7月30日 | 小絹、筒戸                   |
| 絹の台六丁目 | 1989年7月30日 | 小絹、筒戸                   |
| 絹の台七丁目 | 1989年7月30日 | 小絹                         |

## 世帯数と人口
2017年（平成29年）8月1日現在の世帯数と人口は以下の通りである。
| 丁目        | 世帯数    | 人口    |
| ----------- | --------- | ------- |
| 絹の台1丁目 | 201世帯   | 500人   |
| 絹の台2丁目 | 179世帯   | 423人   |
| 絹の台3丁目 | 490世帯   | 1,228人 |
| 絹の台4丁目 | 1世帯     | 3人     |
| 絹の台5丁目 | 309世帯   | 595人   |
| 絹の台6丁目 | 312世帯   | 809人   |
| 計          | 1,492世帯 | 3,558人 |

## 交通
首都圏新都市鉄道つくばエクスプレス・関東鉄道常総線守谷駅や小絹駅を結ぶ路線バスと、つくばみらい市コミュニティバス「みらい号」が地域内を走っている。
路線バス
地域内には「絹の台」、「小絹中学校」の2つの停留所がある。
| 系統 | 主要経由地                                       | 行先       | 運行会社 |
| ---- | ------------------------------------------------ | ---------- | -------- |
|      | 絹の台                                           | 小絹駅     | ■関鉄    |
| 急行 | 小絹中学校・きぬの里・自然博物館入口             | 岩井B.T    | ■関鉄    |
| 急行 | 小絹中学校・きぬの里・自然博物館入口             | 猿島B.T    | ■関鉄    |
|      | 絹の台・せせらぎの小路・御所ケ丘小入口           | 守谷駅西口 | ■関鉄    |
|      | 小絹中学校・せせらぎの小路・御所ケ丘小入口・立沢 | 守谷駅西口 | ■関鉄    |

コミュニティバス
地域内には「絹の台集会所前」、「絹の台」、「白石整形外科クリニック前」、「小絹中学校前」の4つの停留所がある。
| 系統 | 主要経由地                                    | 行先           | 運行会社 |
| --- | --------------------------------------------- | -------------- | -------- |
| 北西（右） | 谷和原庁舎・福岡寺前・紫峰ヶ丘2丁目           | 循環みらい平駅 | ■関鉄    |
| 北西（左） | 小絹駅・守谷駅東口・谷和原庁舎・紫峰ヶ丘2丁目 | 循環みらい平駅 | ■関鉄    |
| 備考 - 循環は循環路線 - 北西（右）は、つくばみらい市コミュニティバスの系統。北西は北西ルート、（右）は右回りを意味する。 |                                               |                |          |

## 小・中学校の学区
市立小・中学校に通う場合、学区は以下の通りとなる。
| 丁目   | 番地 | 小学校     | 中学校     |
| ------ | ---- | ---------- | ---------- |
| 一丁目 | 全域 | 小絹小学校 | 小絹中学校 |
| 二丁目 | 全域 | 小絹小学校 | 小絹中学校 |
| 三丁目 | 全域 | 小絹小学校 | 小絹中学校 |
| 四丁目 | 全域 | 小絹小学校 | 小絹中学校 |
| 五丁目 | 全域 | 小絹小学校 | 小絹中学校 |
| 六丁目 | 全域 | 小絹小学校 | 小絹中学校 |
| 七丁目 | 全域 | 小絹小学校 | 小絹中学校 |

## 施設
- 絹の台駐在所
- つくばみらい市立小絹中学校
- 絹の台桜公園
- 鈴の丘公園
- 笛の丘公園
- 鐘の丘公園
- せせらぎの小路
- クリエイトSDつくばみらい店